# Katukina
Ne doit pas être confondu avec les langues katukinanes.
Le katukina est une langue panoane parlée en Amazonie brésilienne, dans la région de Tarauacá, de l'État d'Acre.
Les 350 Katukina connaissent tous le portugais, mais le katukina est utilisé dans la vie quotidienne.